# محمدآباد شوره رود
محمدآباد شوره رود روستایی در دهستان حرمک بخش مرکزی شهرستان زاهدان استان سیستان و بلوچستان ایران است.

## جمعیت
بر پایه سرشماری عمومی نفوس و مسکن در سال ۱۳۹۵ جمعیت این روستا ۱۲۸ نفر (۴۳خانوار) بوده‌است.